# Bådan (réserve naturelle)
La réserve naturelle de Bådan (en suédois : Bådan naturreservat) est une réserve naturelle de l'archipel de Luleå dans le comté de Norrbotten en Suède,,,.

## Présentation
La zone  naturelle est 20 km au Sud-Sud-Ouest du centre-ville de Luleå.
La zone  naturelle est protégée depuis 1997 et elle s'étend sur 18,45 kilomètres carrés dont 0,427 kilomètres carrés de terre. 
La réserve comprend trois îles (Gråsjälgrundet, Germandöhällan, Börstskärsbådan) situées dans la baie de  Kallfjärden dans la partie sud de l'archipel de Luleå.
Gråsjälgrundet (ou Bådan), Germandöhällan et Börstskärsbådan sont tous trois situés à Kallfjärden, dans la partie sud de l'archipel de Luleå. Ils abritent une riche avifaune et constituent des refuges précieux pour la flore et la faune de l'archipel. La réserve naturelle comprend également quelques îlots plus petits.
Les îles sont réparties dans une direction est-ouest, distantes d’environ 3 kilomètres.
Bådan (Gråsjälgrundet) est une île botanique, zoologique et géomorphologique intéressante de 32 hectares. 
L'île est plate avec de nombreux lacs et plages environnantes.
Dans les ravines de Bådan, on trouve des nids d'oies cendrées, de tournepierres à collier et de phalaropes. 
Le long des plages rocheuses et peu profondes de l'île, de nombreux canards et échassiers se nourrissent également le long des côtes rocheuses et peu profondes de l'île. 
Vers la partie sud, se trouvent des vestiges de zones de pêche avec des stands où l'on séchait les filets et des débarcadères.  
Dans la partie sud de l'île se trouvent de magnifiques bosquets de feuillus. 
L'île est construite avec 7 cabanes de pêcheurs, dont 5 dans la partie nord et 2 dans la partie sud. 
Germandöhällan est une île en blocs de 8,8 hectares avec un phare central et une ancienne cabane de pêche. L'île est un lieu de nidification et de repos pour les oies, la sauvagine et les échassiers. 
Sur Germandöhällan se trouvent une ancienne cabane de pêcheur et un phare central. Il y a aussi des vestiges plus anciens d'un labyrinthe.